# Trolltjärnen (Åsele socken, Lappland)
Trolltjärnen är en sjö i Åsele kommun i Lappland och ingår i Ångermanälvens huvudavrinningsområde.